# Čon Čong-kuk
Čon Čong-kuk (korejsky 전정국, anglický přepis: Jeon Jung-kook; * 1. září 1997 Pusan), uměleckým jménem Jungkook, je jihokorejský zpěvák, tanečník a nejmladší člen skupiny (tzv. maknae) Bangtan Boys (BTS), v pozici hlavního vokalisty. Kromě korejštiny ovládá také japonštinu a angličtinu. Chodil na školu Baekyang Middle School, ze které přestoupil na Soulskou konzervatoř.

## Raný život a vzdělání
Čon Čong-kuk (korejsky 전 정국) se narodil 1. září 1997 v Pusanu v Jižní Koreji. Má staršího bratra Čon Čong-hjona. Navštěvoval základní a střední školu Baekyang v Pusanu. Když se stal praktikantem, přestoupil na střední školu Singu v Soulu. Odmaturoval v únoru roku 2017. Když byl malý chtěl se stát hráčem badmintonu, ale poté co viděl hrát v televizi G-Dragona a jeho píseň „Heartbreaker“, rozhodl se stát zpěvákem.
V roce 2011 se Jungkook zúčastnil konkurzu na jihokorejskou talentovou show Superstar K, ačkoli nebyl vybrán, dostal nabídky castingu od sedmi různých společností. Nakonec se rozhodl stát se praktikantem v rámci Big Hit Entertainment poté, co viděl vystoupení RM, nyní jeho kolegy a leadera BTS. V rámci přípravy na debut pracoval na svých tanečních dovednostech a v létě roku 2012 odešel do Los Angeles, aby absolvoval taneční výcvik v Movement Lifestyle. V červnu 2012 se objevil ve videoklipu Jo Kwona „I'm Da One“ a před svým debutem také pracoval jako záložní tanečník pro Glam . V roce 2017 absolvoval uměleckou střední školu v Soulu. V listopadu 2016 se rozhodl vzdát se přijetí CSAT, celostátní přijímací zkoušky na univerzitu v Koreji. Od roku 2020 je zapsán na Global Cyber University.

## Kariéra

### 2013 – současnost: BTS
Pod vedením společnosti Big Hit Entertainment debutoval 13. června roku 2013 se singlem „No More Dream“ z alba 2 Cool 4 School. Ve skupině má roli zpěváka, tanečníka, textaře a skladatele. Pod BTS vydal 3 sólové písně. Jako první vydal roku 2016 skladbu „Begin“, která je zároveň součástí alba Wings. Skladba vypráví o přestěhování se do Soulu v mladém věku, aby si mohl splnit svůj sen a také vyjadřuje vděčnost jeho kolegům za to, že se o něj během té doby starali. Druhá píseň „Euphoria“ vyšla 5. dubna 2018 i s devíti minutovým doprovodným filmem jako úvod ke třetí části série „Love Yourself“ od BTS. Plná studiová verze je zahrnuta v jejich kompilačním albu Love Yourself: Answer, které vyšlo 24. srpna 2018. Třetí sólo s názvem „My time“  je stroboskopická R&B píseň o vzdávání se zážitků spojených s dospíváním kvůli jeho kariéře. „My Time“ se umístila na 84. místě v americkém Billboard Hot 100.
Jungkook byl označen jako hlavní producent dvou písní BTS a to konkrétně: „Love is Not Over“ a „Magic Shop“.25. října 2018 byl Jungkook (společně se zbytkem členů BTS) prezidentem Jižní Koreje oceněn Hwagwanským řádem kulturní zásluhy páté třídy.

### 2015 – současnost: sólo
V září 2015 se Jungkook zúčastnil kampaně „One Dream, One Korea“, kde se zúčastnil písňové spolupráce po boku mnoha korejských umělců na památku korejské války. Píseň byla vydána 24. září a představena na koncertě One K v Soulu 15. října.
6. listopadu 2018 vystoupil Jungkook  se zpěvákem Charlie Puthem a jeho písní „We Don’t Talk Anymore“ během hudebních cen MBC Plus X Genie. Tuto píseň Jungkook nahrál dvakrát, nejprve s jejím autorem Charliem Puthem a následně i s jeho kolegou Jiminem.
4. června 2020 vydal Jungkook píseň „Still With You“ jako součást každoročních oslav debutu BTS.
V roce 2022 vydal Jungkook píseň „Dreamers“ jako hymnu pro zahajovací ceremoniál mistrovství světa ve fotbale v Kataru.

## Diskografie
| Rok  | Název                                                              |
| ---- | ------------------------------------------------------------------ |
| 2014 | Working (Originál od Zion.T)                                       |
| 2014 | Sofa (Originál od Crush)                                           |
| 2015 | Lost Stars (Originál od Adam Levine)                               |
| 2015 | Paper Hearts (Originál od Tori Kelly)                              |
| 2016 | Purpose (Originál od Justin Bieber)                                |
| 2016 | Nothing Like Us (Originál od Justin Bieber)                        |
| 2016 | Begin (Z alba Wings, You Nevr Walk Alone)                          |

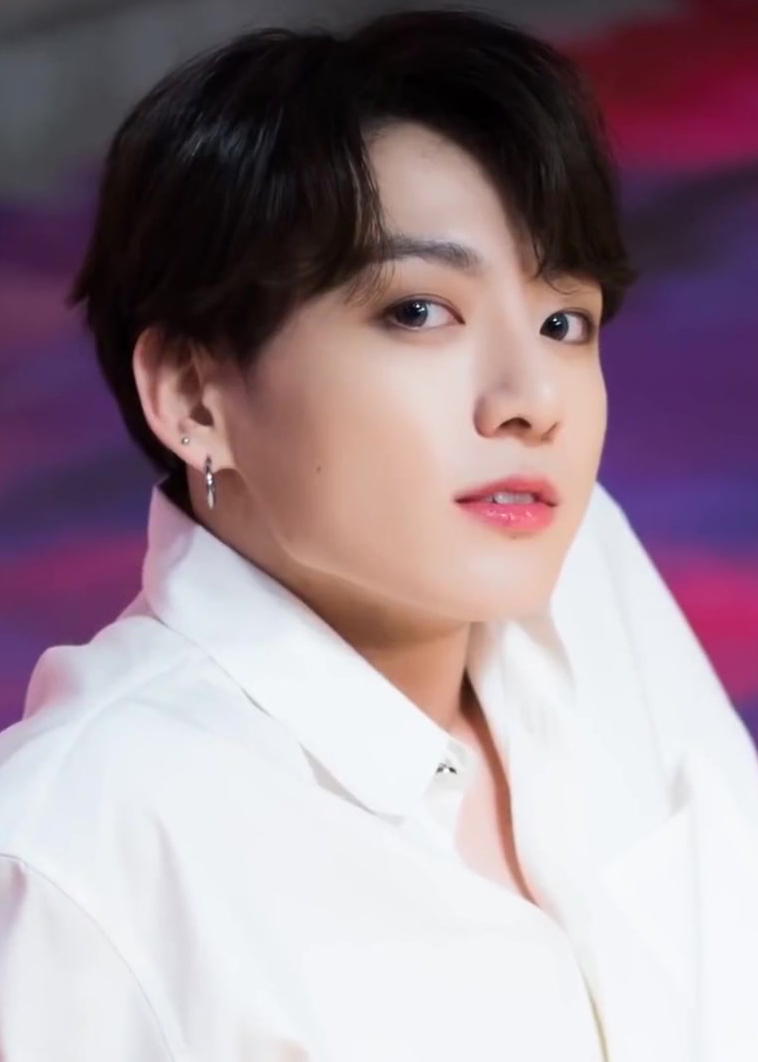
"Boy With Luv" MV focení v zákulisí, 15. března 2019

| 2017 | We Don't Talk Anymore (Originál od Charlie Puth a Selena Gomezová) |
| 2017 | Oh Holy Night (Originál od Mariah Carey)                           |
| 2017 | 2U (Originál od Justina Biebera)                                   |
| 2018 | Euphoria (z alba Love Yourself: Answer)                            |
| 2020 | My Time (z alba Map of the Soul: 7)                                |
| 2020 | Still with You                                                     |
| 2020 | 10 000 Hours (Originál od Justina Biebera, Dan and Shay)           |
| 2020 | Never Not (Originál od Lauv)                                       |
| 2021 | At My Worst (Originál od Pink Sweat$)                              |
| 2022 | Stay Alive (7Fates: Chanko)                                        |
| 2022 | My You (Dárek pro Army)                                            |
| 2022 | Falling (Originál od Harry Styles)                                 |

| Rok  | Název                                                              | Vytvořeno ve spolupráci s          |
| ---- | ------------------------------------------------------------------ | ---------------------------------- |
| 2013 | Perfect Christmas                                                  | Jo Kwon, Lim Jeong-hee, Joohee, RM |
| 2014 | Christmas Day                                                      | Jimin                              |
| 2014 | Like A Star                                                        | RM                                 |
| 2015 | One Dream One Korea                                                | různými umělci                     |
| 2015 | Fools (Originál od Troye Sivan )                                   | RM                                 |
| 2016 | I Know                                                             | RM                                 |
| 2016 | I'm In Love                                                        | Lady Jane                          |
| 2017 | We Don't Talk Anymore (Originál od Charlie Puth a Selena Gomezová) | Jimin                              |

## Filmografie

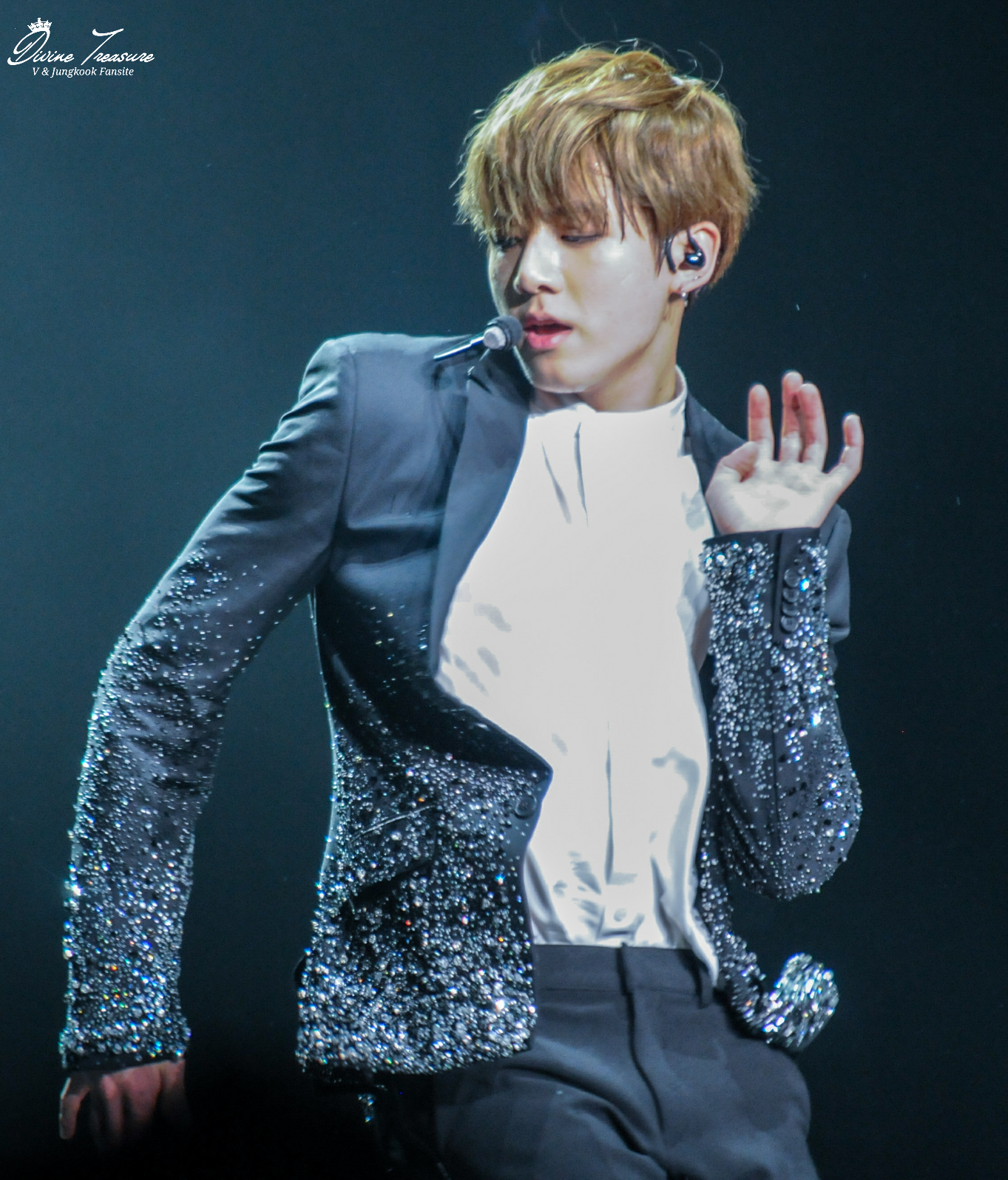
Jungkook tancující "Begin" Wings Tour v Newarku, 23. nebo 24. března 2017

| Rok  | Název                         | Role     | Poznámka                   |
| ---- | ----------------------------- | -------- | -------------------------- |
| 2014 | BTS China Job                 | sám sebe | dokument (1.-3. díl)       |
| 2014 | Go! BTS                       | sám sebe |                            |
| 2015 | KBS Gayo Daechukjae           | sám sebe | vytvořeno s J-Hope a Jimin |
| 2016 | Flower Boy Bromance           | sám sebe | společně s Shinhwa' Minwoo |
| 2016 | Special MC in Music Core      | sám sebe | společně s Sana            |
| 2016 | National Idol Singing Contest | sám sebe | vytvořeno s Jimin          |
| 2016 | Flower Crew                   | sám sebe | —                          |